# Boma (recinte)
Una boma és un recinte ramader, un recinte comunitari, una palissada, un corral, un petit fort o una oficina del govern de districte, utilitzat habitualment a moltes parts de la regió dels Grans Llacs africans, així com a Àfrica central i meridional. S'associa especialment a la presa de decisions de la comunitat. La paraula originàriament pot ser del bantú o del persa, i s'ha incorporat a moltes llengües africanes, així com a varietats colonials d’anglès, francès i alemany.

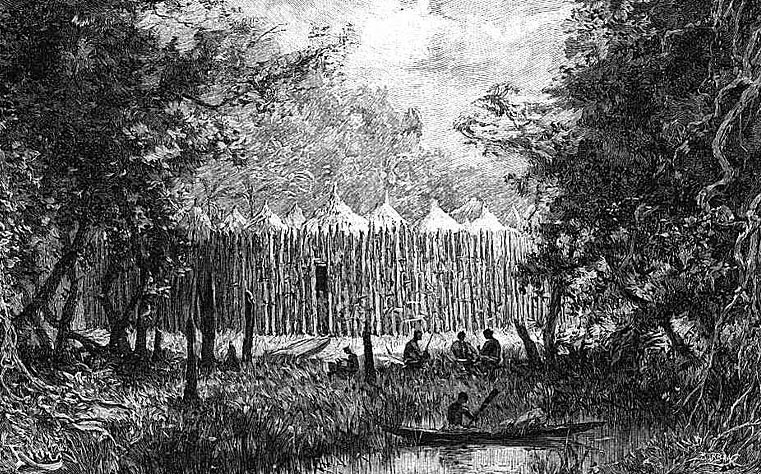
Una boma al bosc. Aquest és un poble africà fortificat. Il·lustració publicada el 1892 a París a la revista Tour du Monde d'Édouard Charton ('La volta al món'), acompanyada d'un article sobre l’expedició de les escales a Katanga escrit a partir del diari de l'explorador Christian de Bonchamps.

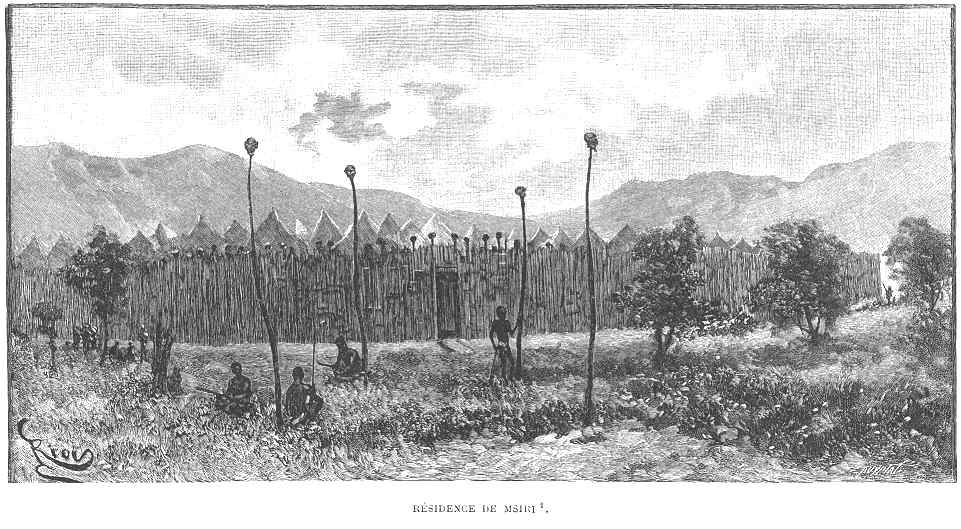
El boma de Msiri a Bunkeya.

Com a recinte ramader, una boma és l'equivalent de kraal. El primer terme s'utilitza en àrees influenciades per la llengua suahili, i el segon s'utilitza en àrees influenciades per l'afrikaans.
En forma de pobles o campaments fortificats, els bomes eren habituals a l'Àfrica Central als segles XVIII i XIX. Eren habituals a tot Àfrica, fins i tot a les zones afectades pel tràfic d'esclaus, les guerres tribals i la conquesta colonial, i van ser construïts i utilitzats per ambdós bàndols.

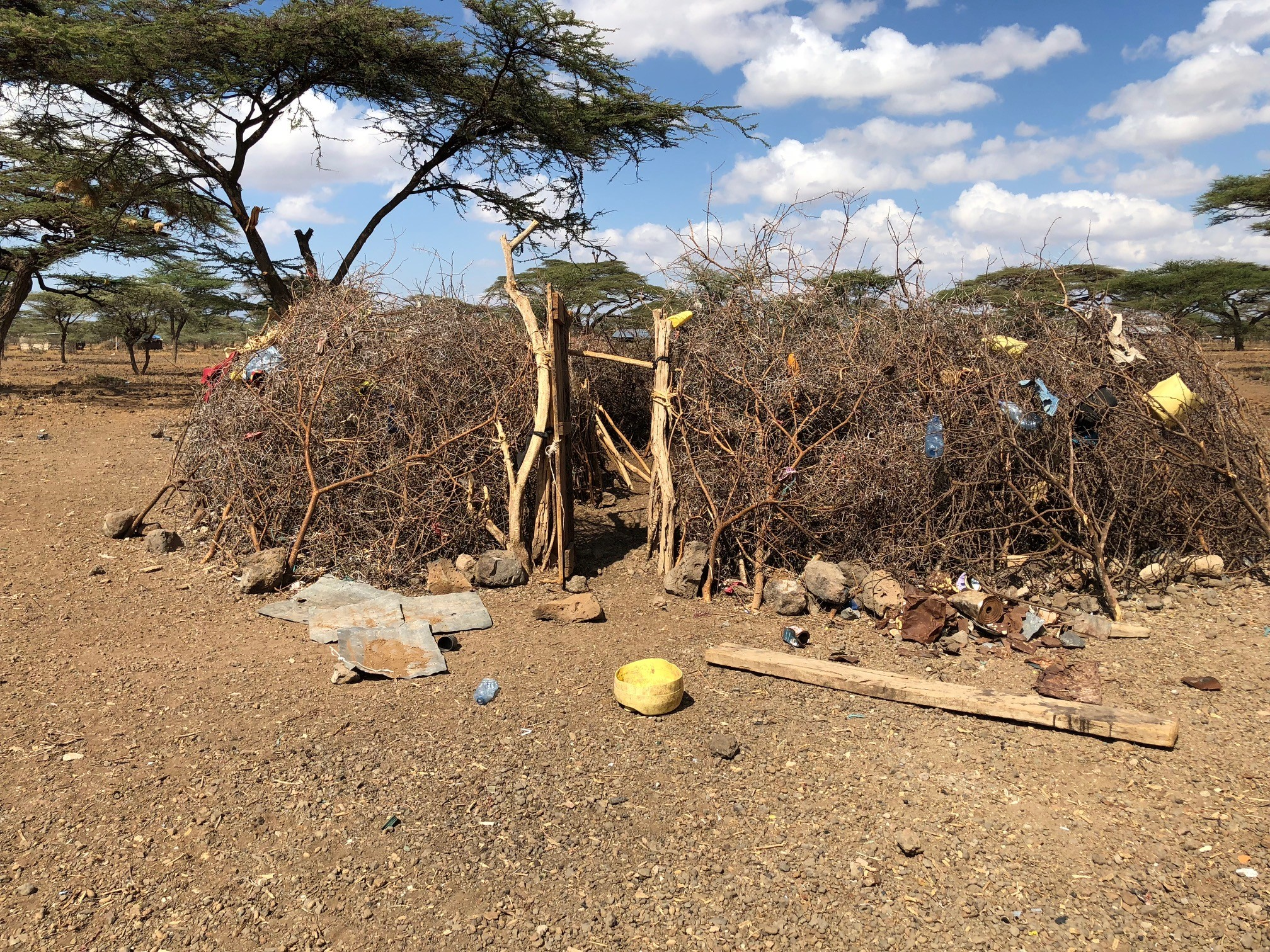
Un boma construït amb branques d'acàcia espinosa en un poble rural del comtat d'Isiolo, Kenya el 2018.

A part de les palissades ben construïdes que es mostren a les il·lustracions de bomes, el terme, a la pràctica, s'assemblava més sovint a l'estructura que es mostra a la il·lustració que acompanya aquest article. D'aquesta forma, sovint se'ls referia persones com JA Hunter i Henry Morton Stanley.

## Etimologia i backrònim

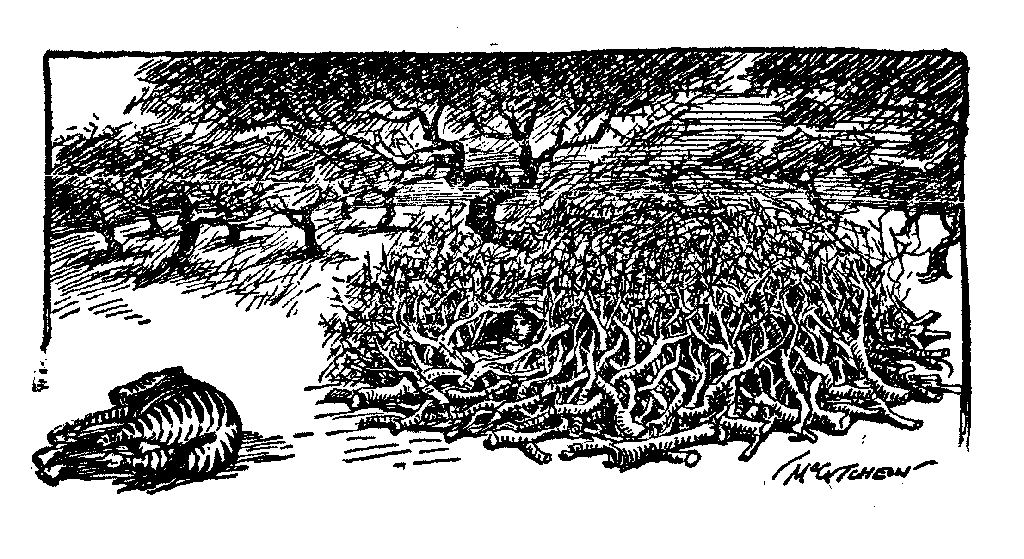
Emboscada als lleons: "El lleó no pot entrar a la boma a menys que salti i entri des de dalt. És funció del caçador evitar aquesta maniobra estratègica matant el lleó abans que hi entri. Si no ho fa, es probable que es trobi involucrat en una lluita cos a cos amb un lleó hostil en un espai aproximadament tan gran com la llitera superior d'un cotxe llit". - John T. McCutcheon, dibuixant del Chicago Tribune, 1910.

Un mite popular explicat als turistes dels Grans Llacs africans afirma que BOMA significava British Overseas Management Administration o British Officers Mess Area durant l'època colonial a Àfrica. El mite sosté que el terme s'ha adoptat des d'aleshores al suahili i a diverses altres llengües bantus vernacles de l'antiga Àfrica oriental britànica (per exemple, chichewa i chitumbuka a Malawi) per significar govern en general, o ubicacions d'oficines governamentals, com ara centres de districte.
De fet, la paraula boma té arrels molt més profundes en les llengües parlades als Grans Llacs d'Àfrica, ja sigui com una paraula d'origen bantú o una paraula prestada del persa. L’Oxford English Dictionary atribueix el primer ús en anglès escrit a l'aventurer Henry Morton Stanley, en el seu llibre Through the Dark Continent (1878): 'From the staked bomas..there to my hearing the blear of young terners'.
El terme també s'utilitza al llarg del llibre anterior de Stanley How I found Livingstone (1871) ... vam plantar el nostre campament, vam construir una boma d'acàcia espinosa i altres branques d'arbres, apilant-les al voltant del nostre campament... A Dictionary of the Suahili Language de Krapf (1882) defineix boma com "una palissada o empalizada que serveix com una mena de fortificació a les ciutats i pobles... pot consistir en pedres o pals, o en un matoll impenetrable d'espines". encara que no dona un origen a la paraula.
Boma també apareix a Deutsches Kolonial-Lexikon de Band (1920), que indica que la paraula estava en ús a Tanganica molt abans que caigués sota el control dels britànics. El Diccionari Standard Swahili-English de Johnson (1939) suggereix que boma prové d'una paraula persa, buum, que diu que significa guarnició, lloc on es pot habitar amb seguretat. A Swahili i Sabaki: A Linguistic History, Nurse i Hinnebusch (1993) donen a iboma, àrea defensada, com una innovació bantú dels Grans Llacs o un préstec del persa (pàg. 295). En qualsevol cas, la paraula estava en circulació abans que l'Imperi Britànic comencés a colonitzar.

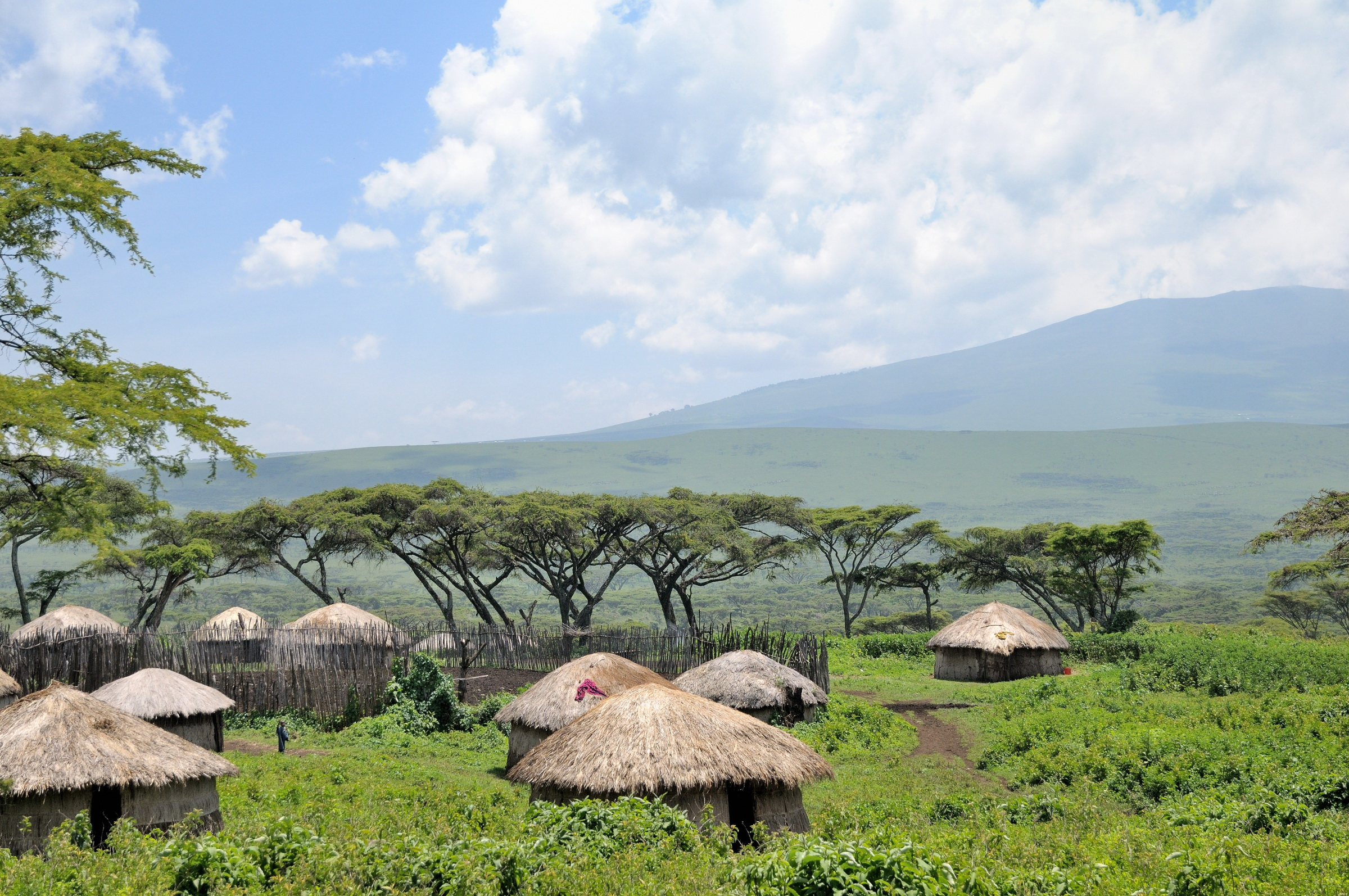
Maasai boma a l'àrea de conservació de Ngorongoro a Tanzània.

A més, no va existir mai cap entitat com la British Overseas Management Administration.